# Drogenkrieg in Mexiko
Der Drogenkrieg in Mexiko ist ein bewaffneter Konflikt zwischen Staat und mexikanischer Bevölkerung auf der einen Seite und Drogenkartellen, die sich vor allem untereinander bekriegen, auf der anderen Seite. In einigen Landesteilen Mexikos haben die Kartelle das Gewaltmonopol des Staates faktisch außer Kraft gesetzt; Experten stuften den Konflikt als innerstaatlichen Krieg ein.
Mit dem Regierungsantritt von Andrés Manuel López Obrador Ende des Jahres 2018 sollten Anti-Korruptionsmaßnahmen sowie Deeskalation helfen, den Krieg einzudämmen. Dies ist weitgehend gescheitert.
Das Heidelberger Institut für Internationale Konfliktforschung stufte den Konflikt zwischen dem mexikanischen Staat und den Drogenkartellen seit dem Jahre 2010 als innerstaatlichen Krieg ein. In einigen Landesteilen Mexikos haben die Kartelle das Gewaltmonopol des Staates faktisch außer Kraft gesetzt.
Im Jahr 2011 kämpften 50.000 Angehörige der mexikanischen Streitkräfte und 35.000 der mexikanischen Bundespolizei gegen schätzungsweise 300.000 Angehörige der – untereinander verfeindeten – mexikanischen Drogenkartelle und ihre paramilitärischen Einheiten. Auf Seiten des Staates konnten immer wieder Erfolge verbucht werden, insbesondere durch Verhaftungen von Anführern. Jedoch setzten Nachfolger bzw. Abspaltungen der Drogenkartelle Gewalt und Geschäfte fort.
Eine Ursache des Krieges ist die gewinnträchtige Nachfrage nach illegalen Drogen, insbesondere in den Vereinigten Staaten. Die Kartelle kämpfen um die besten Drogenrouten, Gebiete und Märkte.
Die Armut in Lateinamerika bewegt viele Mexikaner und spanischsprachige Ausländer dazu, sich in den Dienst der vermögenden kriminellen Organisationen zu stellen. Jugendliche werden, angesichts ihrer relativen Perspektivlosigkeit, vom offen zur Schau getragenen Reichtum der Narcos angezogen (siehe auch Narco-Staat). Jene nutzen moderne Waffen sowie Verschlüsselungs- und Überwachungssysteme. Bei den Tötungen von Rivalen machen sich die Drogenkartelle die neuen Medien bzw. das Internet zunutze, um öffentlichkeitswirksam Macht durch Gewalt zu demonstrieren. Insgesamt gibt es in diesem Krieg (Stand 2020) über 200 kriminelle, bewaffnete Gruppen, deren Geschäftsfelder sich nicht ausschließlich auf den Drogenhandel beschränken, sondern die ähnlich wie die Mafiosi ihre Geschäftsfelder und Einkommensquellen diversifizieren.
Der Krieg hat von 2006, als das Militär systematisch im Inland eingesetzt wurde, bis zu den Jahren 2017–2018 zwischen 200.000 und 250.000 Menschen das Leben gekostet. Bis in das Jahr 2020 kamen in diesem Krieg geschätzt 300.000 Menschen um. Bis 2024 waren es knapp 450.000 Menschen, die in dem Krieg starben. Mehr als 27.000 der Verstorbenen erreichten höchstens das 19. Lebensjahr (Stand 2019). Die meisten Tötungsdelikte in Mexiko werden jedoch nie aufgeklärt. Wurden Mitte des Jahres 2020 über 73.000 Menschen in Mexiko vermisst, stieg die Zahl der Vermisstenfälle bis zum Jahr 2025 auf über 125.000 an. Ein großes Problem auf staatlicher Seite ist die Korruption, auch bei Justiz und Verwaltung. Vergehen auf staatlicher Seite, bis hin zu Hinrichtungen seitens der Polizei, bleiben oft straflos. Historisch wird die tiefe Verwicklung von Kriminalität und mexikanischem Staat auch mit der 71-jährigen Herrschaft (1929 bis 2000) der Partei PRI in Verbindung gebracht, deren Funktionäre sich arrangierten und an den Gewinnen beteiligt wurden. Laut einem Mexikoexperten der International Crisis Group gibt es „oftmals keine Trennlinie zwischen Staat und Organisierter Kriminalität mehr“.
Wiederholt bilden sich Bürgerwehren, die staatliche Sicherheitskräfte ersetzen wollen. Auch kommt Lynchjustiz gehäuft vor, insbesondere in ländlichen Gegenden und in den Randgebieten der Städte. Die Aufklärungsquote von Verbrechen der Kartelle ist äußerst gering, viele werden gar nicht erst bei der Polizei angezeigt.

## Entwicklung des Konflikts

### Hintergrund und Entstehung
Die Partei der Institutionalisierten Revolution (PRI) regierte Mexiko von 1930 bis zur Jahrtausendwende bzw. dem Wahlsieg des Konservativen Vicente Fox. In den sieben Jahrzehnten in Regierungsverantwortung hatten PRI-Politiker auf lokaler und regionaler Ebene Abkommen mit dem organisierten Verbrechen, den mächtigen kolumbianischen Drogenkartellen (Cali, Medellin), geschlossen. Diese hatten in der Folge in vielen mexikanischen Gebieten die Polizei und Justiz unterwandert.
In den 80er Jahren gewannen die mexikanischen Schmuggler unter Führung von Miguel Ángel Félix Gallardo immer größere Bedeutung im Drogengeschäft und lösten damit in immer größeren Bereichen die kolumbianischen Kartelle ab. War das Geschäft zu Zeiten von Félix weitgehend monopolisiert, zerfiel es nach seiner Verhaftung 1989 in einzelne Kartelle (Tijuana, Sinaloa, Sonora, Juárez, Golf).
Gewalttätige Konflikte zwischen den einzelnen Drogenkartellen gab es daher bereits in den 1990er und in den frühen 2000er Jahren. So wurden während der sechsjährigen Amtszeit von Vicente Fox (2000 bis 2006) etwa 9000 Personen in Auseinandersetzungen im Zusammenhang mit dem Drogenhandel getötet. Die mexikanische Regierung verhielt sich trotzdem lange passiv. Dies änderte sich erst mit der Wahl von Felipe Calderón als Präsident, der die Bekämpfung der organisierten Drogenkriminalität in Mexiko zu einem seiner wichtigsten Ziele für seine Amtszeit 2006 bis 2012 erklärte. Am 11. Dezember 2006 sandte er 6500 Militärangehörige in den Bundesstaat Michoacán. Diese lieferten sich regelrechte Straßenschlachten mit den Kriminellen, ohne dass daraus ein erklärter Sieger hervorging. Diese Handlung wird allgemein als Beginn des Drogenkrieges zwischen dem mexikanischen Staat und den Drogenkartellen betrachtet.

### Konfliktparteien

#### Staat – Polizei und Militär
Zur mexikanischen Polizei werden die Polizeikräfte der Gemeinden, Städte und Bundesstaaten sowie die zentrale Bundespolizei gezählt. Die meisten Polizisten (über 425.000) arbeiten für die Gemeinden; die Munizipalpolizei ist häufig schlecht entlohnt und wenig ausgebildet. Die Bundespolizei besteht aus ungefähr 34.500 Polizisten. Weil jeder Gliedstaat und jede Gemeinde ein eigenes Corps hat, gibt es über 2000 Einheiten. Die von Präsident Calderón angestrebte Vereinheitlichung der Polizei stieß indessen im Parlament auf Widerstand der kommunalen Behörden und der Gouverneure der Bundesstaaten.
Das Corps der Munizipalpolizei gilt als besonders anfällig für Korruption. Es werden immer wieder Fälle bekannt, in denen kommunale Polizisten selbst kriminell verwickelt waren, indem sie bspw. Personen entführten und den Drogenkartellen übergaben. Als Maßnahme wurden im Bundesstaat Guerrero daher von 2014 bis 2018 die Waffen örtlicher Polizeien in mehr als einem Dutzend Orten, darunter die der Stadtpolizei von Acapulco, eingezogen und teilweise durch das Militär entmachtet.
Aber auch die Bundespolizei gilt als korrumpierbar. So wurde im August 2010 die Entlassung von ungefähr 4700 Bundespolizisten angekündigt, weil sie sich nicht als vertrauenswürdig erwiesen hätten. Nach Schätzungen aus dem Jahr 2010 sollen 5 bis 15 Prozent der Sicherheitskräfte mit den Kartellen zusammenarbeiten.
Die mexikanischen Streitkräfte, die sich in die Bereiche Heer und Marine trennen, unterstehen dem mexikanischen Verteidigungsministerium. Im Jahr 2011 waren von den ungefähr 200.000 Militärangehörigen über 50.000 Soldaten gegen Drogenkartelle im Einsatz.
Laut einer im Jahr 2023 oder 2024 getätigten Aussage eines Mexikoexperten der International Crisis Group gibt es „oftmals keine Trennlinie zwischen Staat und Organisierter Kriminalität mehr“.

#### Bürgermilizen
Ab 2013 bildeten sich vermehrt autonom organisierte Selbstverteidigungsgruppen (span. grupos de autodefensas), die insbesondere in den Bundesstaaten Guerrero und Michoacan das Drogenkartell Los Caballeros Templarios bekämpften. Diese bewaffneten Milizen sorgten bzw. sorgen selbst für die öffentliche Sicherheit und behaupten, sich lediglich gegen Erpressung, Entführung und Gewaltdelikte durch kriminelle Organisationen zur Wehr zu setzen. Innerhalb eines Jahres stieg die Zahl der Bürgermilizen stark an. In fast der Hälfte der 32 Bundesstaaten gab es laut Berichten aus dem Jahr 2013 Selbstverteidigungsgruppen.

#### Drogenkartelle
Die Landschaft der organisierten Kriminalität in Mexiko ist unübersichtlich und unterliegt im Drogenkrieg einem steten Wandel. Zwar gibt es mit den in den 1990er-Jahren entstandenen Drogenkartellen bekannte und einflussreiche Organisationen, die sich auch bis in die Gegenwart behaupten konnten – dazu zählen das Sinaloa-Kartell, das Golf-Kartell und das Juárez-Kartell –, doch ist mit dem Tijuana-Kartell auch das Gegenteil passiert. Im Verlauf des Krieges bildeten sich viele Gangs, die wiederum Kooperationen mit anderen kriminellen Gruppen oder den großen Kartellen eingingen, aus denen sich wiederum neue Organisationen, wie beispielsweise das CJNG, bildeten. Andere Gangs, die sich im Verlauf des Krieges bildeten, wurden wiederum aufgelöst bzw. eliminiert, wie das Beltrán-Leyva-Kartell oder die Los Caballeros Templarios. Mitunter kam es vor, dass Gruppen zusammenarbeiteten, ehe sie sich zerstritten und bekämpften (bspw. La Resistencia mit der CJNG).
Laut der International Crisis Group gibt es (Stand 2020) über 200 bewaffnete Gruppen in Mexiko (Bürgermilizen ausgenommen). Nach Angaben eines mexikanischen Sicherheitsexperten sind die mexikanischen Kartelle „die reichsten und bestausgerüsteten Verbrecherorganisationen der Welt“.

### Vorgehen der Drogenkartelle

#### Geschäftsfelder und Einkommensquellen
Eines der größten Geschäftsfelder sind gestohlene oder illegal abgebaute Rohstoffe. Der unterwanderte Handel mit Eisenerz, Erdöl, Erdgas sowie Treibstoff macht einen Großteil des Bruttoinlandsprodukts von Mexiko aus. Auch der Handel mit Lebensmitteln wie Avocados gehört zu Einkommensquellen der Drogenkartelle. So würden die Kartelle laut der International Crisis Group im mexikanischen Bundesstaat Guerrero besonders von Goldminen profitieren, in Michoacán von Eisenerz, während in Michoacán und Jalisco teilweise der Handel mit Avocados kontrolliert werde. Im Bundesstaat Guanajuato floriere der Schmuggel mit Benzin.
Eine weitere Einkommensquelle der Kartelle ist die Entführung von zentralamerikanischen Migranten, die auf dem Weg in die USA sind, um von bereits in den Vereinigten Staaten lebenden Verwandten Lösegeld zu erpressen. Diese Migranten reisen oft auf Güterzügen, wo sie einfach überfallen werden können. Es wird davon ausgegangen, dass viele dieser Menschen zu den nicht identifizierbaren Todesopfern des Drogenkrieges gehören, die in Massengräbern an vielen verschiedenen Orten Mexikos gefunden werden. Etliche dieser Migranten werden auch zur Mitarbeit in Drogenkartellen gezwungen, Frauen zur Prostitution in Grenzstädten wie Tijuana oder Ciudad Juárez.
Die Schutzgelderpressung („Narcocuota“) ist ebenfalls üblich. Es wird davon ausgegangen, dass die Gruppierung Los Zetas im Jahre 2007 damit begann. Die anderen Gruppierungen eiferten den Zetas nach. An vielen Orten in Mexiko zahlt heute jedes Einzel- oder Großhandelsgeschäft Schutzgeld – unabhängig davon, ob es mit dem Drogenhandel zu tun hat oder nicht. Die mexikanischen Drogenkartelle nutzen außerdem lateinamerikanische Gangs wie die Mara Salvatrucha oder die Mara 18. Diese Gangs arbeiten mittlerweile verstärkt für die mexikanischen Kartelle und sind zuständig für Vertrieb der Drogen und Kontrolle (Schmiergeld) bestimmter Stadtgebiete, ebenso für die Ausbeutung von Migranten, die von Zentralamerika über Mexiko in die USA reisen. Dies trifft vorrangig auf Südostmexiko und mittelamerikanische Staaten wie El Salvador, Guatemala und Honduras zu, wo diese Gangs seit Jahrzehnten das organisierte Verbrechen beherrschen und weit verbreitet sind.
Synthetische Drogen wie Fentanyl, die sich schneller in Laboren herstellen lassen und wirksamer sind als Heroin, führten im Jahr 2018 zu einem Preisabfall von Opium, aus dem Heroin erzeugt wird. In Guerrero, wo der Großteil des Opiums angebaut wurde, der Mexiko zu einem der größten Opium-Produzenten weltweit aufsteigen ließ, begannen die Kartelle daraufhin die Holzindustrie zu unterwandern. Innerhalb weniger Jahre, bis 2021, war laut einem Kriminalitätsexperten der Columbia-Universität nicht nur der Holzmarkt in Guerrero unterwandert, sondern auch der Großteil des mexikanischen Holzmarktes unter Kontrolle der Kartelle.

#### Minderjährige als Auftragskiller
Drogenkartelle rekrutieren auch Minderjährige als Späher, Straßendealer und Sicarios. Nach Aussage eines wegen Mordes verurteilten Jugendlichen erhielt dieser für jeden durchgeführten Auftragsmord 500 bis 750 Dollar, zusätzlich zu einem Wochenlohn von 250 US-Dollar.
Um seine Reihen zu füllen, setzt das Kartell auf eine Mischung aus Werbung (unter anderem auf Tiktok) und Zwangsrekrutierung.

#### Gewalt als Mittel der Machtdemonstration
Das operative Vorgehen der Drogenkartelle ist je nach Gruppierung unterschiedlich. Alle teilen jedoch die Strategie, mit äußerster Gewalt gegen ihre Gegner vorzugehen. Wichtiger Bestandteil sind sogenannte „Casas de Seguridad“ („Sichere Häuser“), in denen Entführte, Drogen und Waffen bewacht werden. Diese Häuser sind oft luxuriöse Wohnhäuser in guten Wohngegenden. Dort werden Folter und Exekutionen durchgeführt. Oft werden die Opfer in solchen Häusern vergraben. Solche Häuser befinden sich auch auf dem Land, wo Schmuggelrouten gut zu kontrollieren sind, und liegen meist an geographisch-strategisch wichtigen Punkten. Oft unterhalten die Drogenkartelle Verbindungen zu korrupten Politikern (wie bspw. Genaro García Luna) und Sicherheitskräften. Bei Wahlkämpfen bestechen die Kartelle oft Politiker von mehr als einer Partei.
Nach Morden an Verwandten und Beziehungspartnern von verfeindeten Kartellmitgliedern hinterlassen die Täter oft Botschaften (Narcomensajes), durch die sie mit weiteren Taten drohen oder die verfeindeten Kartellmitglieder verspotten.
Außerdem stellen die Gangs und Kartelle ihr Foto- und Videomaterial von Tötungen ins Internet. So veröffentlichten Kartelle neben Exekutionen auch Aufnahmen, in denen Mitglieder anderer Drogenkartelle lebendig verbrannt oder auf andere Art und Weise zu Tode gefoltert werden. Auch wurde über Kannibalismus bei Tötungen berichtet.
Ein verhafteter Bürgermeister sagte aus, dass die vom CJNG entführten Zwangsrekrutierten gezwungen wurden, als Initiationsritus Menschenfleisch zu verspeisen.

### Opfer

#### Todesopfer
Die Regierung Mexikos veröffentlichte im Januar 2011 aufgrund einer neuen Berechnung die Zahl der Todesopfer des Drogenkrieges in den Jahren 2006 bis 2010 (siehe Tabelle). Danach sind im Zusammenhang mit dem Drogenkrieg bis Ende 2011 insgesamt 47.515 Todesopfer zu beklagen. Fast die Hälfte aller Todesopfer wurden in den Bundesstaaten Chihuahua, Sinaloa und Guerrero gezählt; die fünf am stärksten betroffenen Städte waren Ciudad Juárez, Culiacán, Tijuana, Chihuahua und Acapulco. Für 2011 gibt die Regierung die Zahl von 12.903 Toten an. Die Statistik widerspricht den Angaben von Journalisten, wonach die Zahl der Toten etwa doppelt so hoch sei. Viele der Opfer wurden enthauptet. Alleine im Jahr 2011 fand man 453 enthauptete Leichen. Nachdem Acapulco gemäß der Mordrate in den Jahren von 2011 bis 2016 die gefährlichste Stadt Mexikos und damit in manchen jener Jahre auch der Welt war, übernahm Tijuana diese Position im Jahr 2018. Schätzungen aus dem Jahr 2013 und 2014 gingen davon aus, dass allein im Bundesstaat Chihuahua 10.000 bis 20.000 und in Mexiko bis zu 50.000 Kinder und Jugendliche verwaisten, viele davon in der Stadt Ciudad Juárez.

#### Vermisste
| Jahr                     | Anzahl          |
| ------------------------ | --------------- |
| 2006 (nach 11. Dezember) | 62              |
| 2007                     | 2.826 – 12.484  |
| 2008                     | 6.837 – 14.595  |
| 2009                     | 9.724 – 17.882  |
| 2010                     | 15.273 – 22.943 |
| 2011                     | 12.903 – 25.353 |
| 2012                     | 18.061 – 24.115 |
| 2013                     | 10.094 – 20.337 |
| 2014                     | 7.993 – 17.366  |
| 2015                     | 8.423 – 17.889  |
| 2016                     | 10.967 – 22.567 |
| 2017                     | 12.500 – 25.339 |
| 2018                     | 29.000 – 36.000 |
| 2019                     | 34.600 – 35.000 |
| 2020                     | 34.515          |
| 2021                     | 33.410          |
| 2022                     | 31.936          |

Über 125.000 Menschen (Juni 2025) werden vermisst. Nicht wenige werden von den Drogenkartellen entführt und – unter Androhung von Erschießung bei Verweigerung – zwangsrekrutiert. Um viele Personen auf einmal zu entführen und zwangszurekrutieren, locken Kartelle bspw. mit falschen Jobangeboten bzw. Masseneinstellungen.
Weil die Strafverfolgung faktisch oftmals erfolglos bleibt und daher generelles Misstrauen gegenüber der mexikanischen Polizei in der Bevölkerung besteht, begannen sich Hinterbliebene untereinander zu organisieren, um selbst nach vermissten Angehörigen zu suchen.
Nach Angaben eines Mexikoexperten der International Crisis Group sind die Opfer der Gewalt „zumeist arm […] Sie stellen einen stetig wachsenden, aber immer noch kleinen Anteil der Gesellschaft dar und haben keine wirksame Lobby.“

#### Personengruppen

##### Beamte und Politiker
Die Zahl an getöteten Militärangehörigen, Polizisten, Staatsanwälten und weiteren in der Justiz tätigen Personen wurde bis März 2010 mit 1000 angegeben.
Von Dezember 2006 bis Juni 2011 starben 32 Bürgermeister durch Mordanschläge. 130 Politiker starben vor den mexikanischen Wahlen im Jahr 2018.
Nach Stand vom Juli 2012 waren bis dahin 2.888 Soldaten, Marineangehörige, Polizisten und Geheimagenten getötet worden. 45 Prozent der Opfer waren Gemeindepolizisten.

##### Medienvertreter
Häufig kommen auch Zivilpersonen ums Leben. So wurden zahlreiche Journalisten von Angehörigen der Drogenkartelle mit dem Tode bedroht, entführt oder ermordet. Dies führt faktisch zu einer massiven Einschränkung der Pressefreiheit. Laut Angaben der mexikanischen Journalistenschutzorganisation „Artículo 19“ wurden 131 Medienschaffende seit dem Jahr 2000 umgebracht. Reporter ohne Grenzen zufolge gehört Mexiko zu den gefährlichsten Staaten für Journalisten. Bekanntestes Beispiel ist die im September 2011 enthauptete Journalistin María Elisabeth Macías Castro. Die vielfach verstümmelte Leiche wurde von den Tätern an einer belebten Hauptstraße in der Grenzstadt Nuevo Laredo abgelegt.

##### Flüchtlinge
Laut einer Untersuchung im Jahr 2011 des Internal Displacement Monitoring Centre waren schon 230.000 Menschen vor der Gewalt im Drogenkrieg geflüchtet. Die Ziele sind die USA oder weniger gefährliche Regionen Mexikos.

#### Identität der Toten, Behinderung der Identifizierung und Mordmotive
Stand September 2020 konnten etwa 37.000 Tote nicht identifiziert werden, da beispielsweise das CJNG-Drogenkartell seine hingerichteten Opfer zerstückelt und die Leichenteile in Massengräbern vermischt, um die Identifikation zu erschweren, falls die Massengräber entdeckt werden. Wenn sich die Kartelle die Mühe machen, ihre Opfer zu vergraben, kann das an dem Umstand liegen, dass die mexikanischen Staatsanwaltschaften bei Vermisstenfällen keinen Ermittlungsaufwand betreiben.

Laut Beobachtungen einer Datenanalystin, die zu den Morden recherchiert, sind die Mordmotive unterschiedlich. Unter den Todesopfern (von denen die meisten männlich sind) seien Mitglieder von Kartellen ebenso zu finden wie auch Menschen, die nur wegen einer Verwandtschaft oder anderweitigen Beziehung zu Kartellmitgliedern ermordet werden. So ließ das Kartell Los Viagras das verfeindete CJNG-Kartell im Jahr 2020 wissen, dass es künftig auch die Kinder und Frauen der CJNG-Mitglieder ermorden wird. Neben Mitgliedern verfeindeter Kartelle sind es auch Personen, die offene Schulden nicht beglichen haben. Auch kommen gänzlich unbeteiligte Menschen zu Tode, weil sie zur falschen Zeit am falschen Ort waren. Die Drogenkartelle haben auch schon Mütter ermordet, die nach ihren Kindern suchten, wenn das ihre Geschäfte störte.

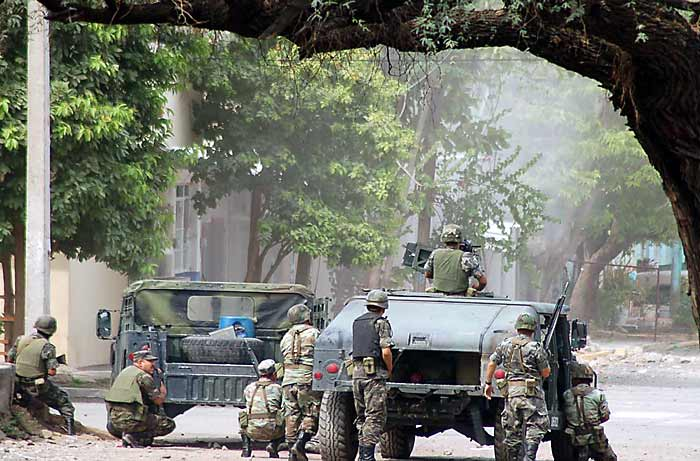
Mexikanisches Militär zu Beginn des Krieges bei einer Straßenpatrouille (2007)

### Chronologie
Diese Chronologie erhebt keinen Anspruch auf Vollständigkeit.

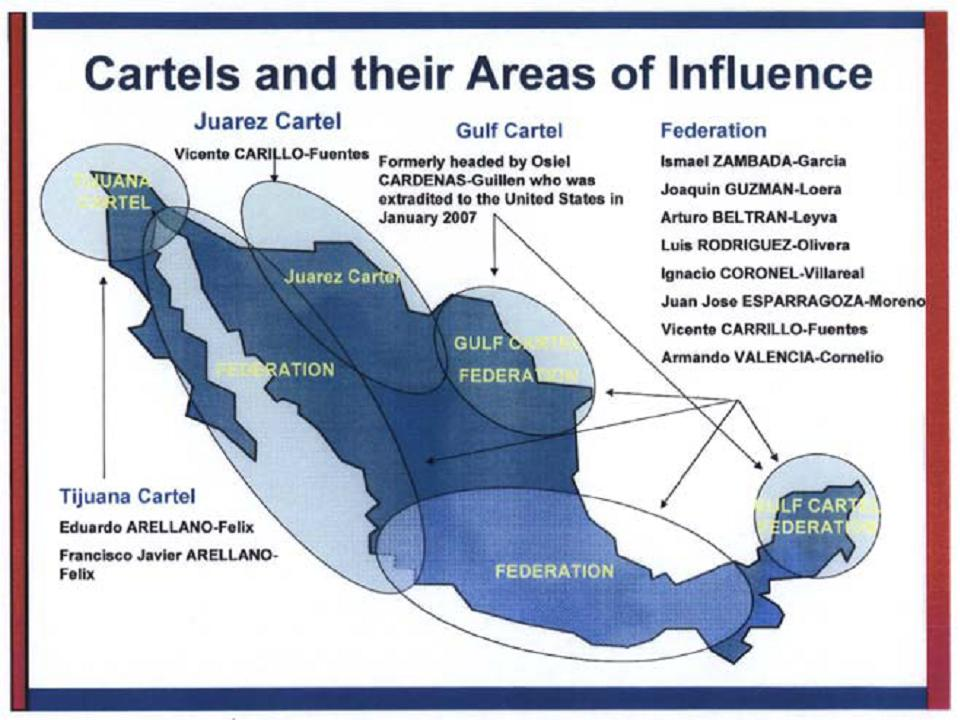
Einflussbereiche der Kartelle in Mexiko (2008)

#### 2008
- Am 15. September, dem 198. Unabhängigkeitstag von Mexiko, starben bei einem Handgranatenanschlag auf dem Marktplatz von Morelia mehrere Zivilpersonen.[82] Drei Angehörige der Los Zetas wurden festgenommen und verdächtigt, das Attentat verübt zu haben.
- Nach einer Schießerei am 26. Oktober gelang der Polizei die Festnahme von Eduardo Arellano Felix, einem führenden Mitglied des mächtigen Arellano-Kartells.[83] Die US-Behörden hatten ein Kopfgeld von 5 Millionen Dollar auf ihn ausgesetzt, nachdem er die Nachfolge seines 2006 inhaftierten Bruders Francisco Javier Arellano Felix angetreten hatte.
- Am 4. November kamen der mexikanische Innenminister Juan Camilo Mouriño und 13 weitere Personen bei einem Flugzeugabsturz in Mexiko-Stadt ums Leben.[84] Es wurde ein Attentat eines Drogenkartells vermutet, später die Turbulenzen eines vorausfliegenden Flugzeuges als Unfallursache angesehen.[85][86]

#### 2009
- Wikileaks veröffentlichte eine Depesche der US-amerikanischen Botschaft, in welcher erwähnt wurde, dass der damalige mexikanische Staatssekretär für Inneres, Gerónimo Gutiérrez Fernández, vorschlug, die Anstrengungen im Drogenkrieg auf drei wichtige Städte zu konzentrieren, darunter Ciudad Juárez und Tijuana, um schnell Erfolge vorzeigen zu können. Er zeigte sich wegen der Möglichkeit des „Verlierens“ bestimmter Regionen ernsthaft besorgt, denn dies würde Mexikos internationales Ansehen beschädigen, ausländische Investitionen reduzieren und zum Eindruck einer hilflosen Regierung führen.[87]
- Am 16. Dezember wurde Marcos Arturo Beltrán-Leyva, einer der führenden Drogenhändler des Landes, von Soldaten der Marine in einer Luxusresidenz in Cuernavaca im Süden des Landes aufgespürt und getötet. Der Schlag gegen den als „Boss der Bosse“ bezeichneten Beltrán-Leyva wurde als einer der wichtigsten Erfolge im Jahr 2009 für Präsident Calderón in seinem Krieg gegen die Drogenkriminalität angesehen.[88] Danach beanspruchten dessen Brüder Héctor sowie Valdez den Führungsposten.

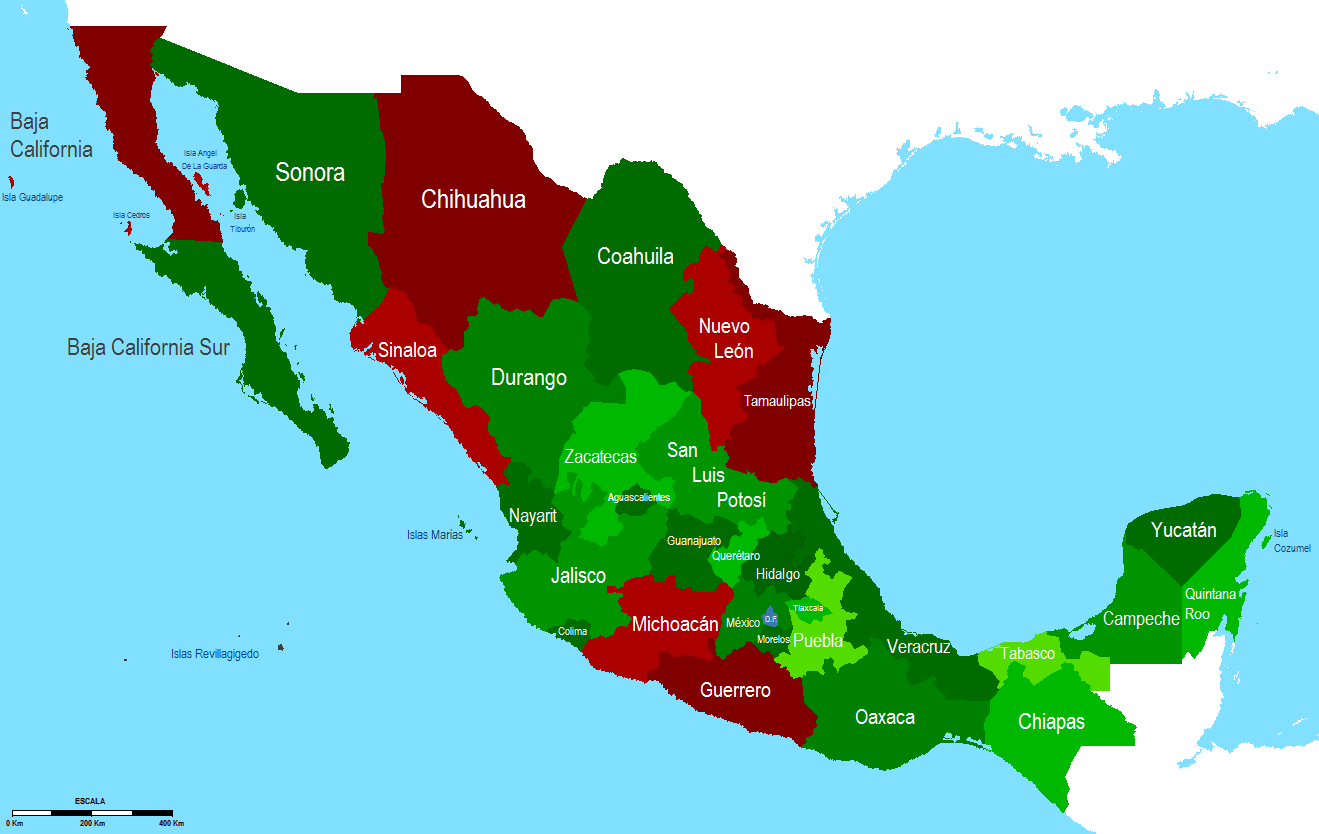
Karte aller Bundesstaaten Mexikos (rot: heftige Konflikte) (2010)

#### 2010
- Ein Massaker durch Angehörige eines Drogenkartells am 31. Januar auf einer Geburtstagsparty in Ciudad Juarez forderte 17 Todesopfer, die meisten davon unter 18 Jahre alt. Das Verbrechen an den Jugendlichen beruhte anscheinend auf einer Verwechslung. Der Kondolenzbesuch von Präsident Calderón am 14. Februar 2010 bei den Angehörigen der Opfer führte zu Unruhen im Veranstaltungssaal.[89]
- Rodolfo Torre (46), aussichtsreichster Kandidat bei den Gouverneurswahlen im nordöstlichen Bundesstaat Tamaulipas, geriet am 28. Juni gemeinsam mit seinen Beratern nahe dem Flughafen von Ciudad Victoria in einen Hinterhalt und wurde erschossen. Calderón forderte die politische Klasse und die Zivilgesellschaft zu einem nationalen Dialog auf. Alle politischen Kräfte des Landes müssten denjenigen eine gemeinsame und geschlossene Antwort liefern, die das demokratische Leben und den Frieden der Mexikaner angreifen.[90]
- Ende Juli wurde bekannt, dass eine Gefängnisdirektorin mehrere Insassen über Nacht freigelassen und mit Waffen ausgestattet hatte, damit diese Morde an konkurrierenden Banden verüben konnten. Insgesamt sollen die nächtlichen Freigänger für 35 Tote bei drei Überfällen in Torreón verantwortlich sein.[91]
- Am 30. Juli wurde Ignacio „Nacho“ Coronel, die Nr. 3 des mächtigen Sinaloa-Kartells, von mexikanischen Militärangehörigen getötet.[92]
- Am 24. August wurden in einer Hacienda die Leichen von 72 Migranten aus Brasilien, Ecuador, Honduras und El Salvador entdeckt (San-Fernando-Massaker).[93]
- Am 30. August wurde mit Edgar Valdez Villareal einer der meistgesuchten Verbrecher Mexikos festgenommen.[94]
- Am 2. September griff die Armee ein Ausbildungslager der Zetas an der Grenze zu den USA an und tötete 27 Mitglieder. Es war bis dahin das Gefecht mit den meisten Verlusten für ein Drogenkartell im Drogenkrieg.[32]
- Am 12. September wurde Sergio Villareal vom Beltrán-Leyva-Kartell in Puebla festgenommen.[95] Für seine Festnahme hatten die Behörden eine Belohnung von zwei Millionen US-Dollar (1,6 Millionen Euro) ausgesetzt.
- Am 25. September fassten die Sicherheitskräfte im westmexikanischen Bundesstaat Jalisco den Kriminellen Margarito Soto Reyes alias „El Tigre“. Er gehörte nach Angaben der Behörden zur Führungsriege des Sinaloa-Kartells und war für den Schmuggel von monatlich einer halben Tonne unterschiedlicher Drogen in die USA verantwortlich.
- Am 26. September wurde José Ángel Fernández de Lara, ein Anführer der Los Zetas, in Cancún festgenommen.[96]
- Am 6. Oktober ging ein Gesetzesentwurf für eine Polizeireform an den Senat. Dabei sollen viele der zweitausend Abteilungen aufgelöst werden. Jeder Bundesstaat soll nur mehr eine Polizeiverwaltung besitzen, die dem Gouverneur unterstellt ist.[97]
- Am 18. Oktober wurden bei einer Operation von Militär und Polizei 105 Tonnen Marihuana (nach anderen Berichten 134 Tonnen[98]) beschlagnahmt und elf Verdächtige festgenommen. Zwei Personen wurden verletzt. Die Drogen sind auf dem mexikanischen Schwarzmarkt 335 Millionen US-Dollar, umgerechnet 240 Millionen Euro, wert. Jedoch ist der Wert der Drogen auf dem US-amerikanischen Markt viermal so hoch.
- Im Dezember flohen aus einem Gefängnis in Nuevo Laredo 141 Häftlinge.[99]
- Am 19. Dezember rief die Regierung von Guatemala in der Provinz Alta Verapaz den Ausnahmezustand aus. Als Grund gab sie die offene Machtübernahme der Los Zetas an, die seit mindestens 2009 die Region als einen Korridor für den Drogenhandel verwendeten.[100]
- Ende des Jahres drohten die Zetas, alle Bürger der Stadt Ciudad Mier zu töten. Die Bewohner flüchteten daraufhin und hinterließen eine Geisterstadt.[14]

#### 2011
- Im April griffen Narcos auf der Westautobahn von Mexiko-Stadt nach Guadalajara einen Konvoi der Bundespolizei mit Sturmgewehren und Granatwerfern an. Die Behörden mussten aufgrund der Übermacht den Rückzug antreten.[57]
- Vom 5. bis 9. Mai fand ein von Javier Sicilia organisierter Schweigemarsch gegen den Drogenkrieg von der Stadt Cuernavaca zum Zocalo-Platz in Mexiko-Stadt statt. Es nahmen mehr als 85.000 Mexikaner teil.[101]
- Am 15. Mai wurden in Guatemala, in der Provinz Petén an der Grenze zu Mexiko, 27[102] oder 29 Leichen gefunden. Als Täter vermuteten die guatemaltekischen Behörden die Los Zetas.[103] Aufgrund des Massakers rief Präsident Alvaro Colom einen eintägigen Notstand am 27. Mai für die Provinz Petén aus. Die Polizei erhielt dadurch mehr Befugnisse.[102]
- Am 26. Mai lieferten sich laut Regierungsangaben Angehörige des Sinaloa-Kartells in Ruiz auf der Hauptstraße von Tepic nach Mazatlán ein einstündiges Feuergefecht mit Mitgliedern der Zetas. Dabei wurden teils aus Autos heraus 29 Personen, teilweise mit Kampfanzügen und Schutzwesten bekleidet, getötet. Die Polizei konfiszierte 14 Fahrzeuge, darunter zwei gepanzerte, zudem Gewehre, Munition und Handgranaten.[104]
- Im Mai flüchteten 2500 Einwohner aus Apatzingán und Umgebung vor der Gewalt im Drogenkrieg. Mitglieder eines Drogenkartells sperrten zwei Tage lang eine Straße in der Stadt. Die Regierung forderte die Bewohner auf, die Stadt zu verlassen, und etwa 40 Schulen wurden geschlossen.[104]
- Am 29. Juli wurde Jose Antonio Acosta Hernández, einer der Anführer der für das Juárez-Kartell arbeitenden Gruppe La Línea, festgenommen. Er soll laut Anklage für über 1500 Morde verantwortlich sein.[105]
- In der Nacht zum 11. August wurde Oscar García Montoya in Tlalpan in Mexiko-Stadt festgenommen. Laut Staatsanwaltschaft war er der Anführer der Gruppe Mano con Ojos (Hand mit Augen), der über 900 Morde zur Last gelegt werden.[106]

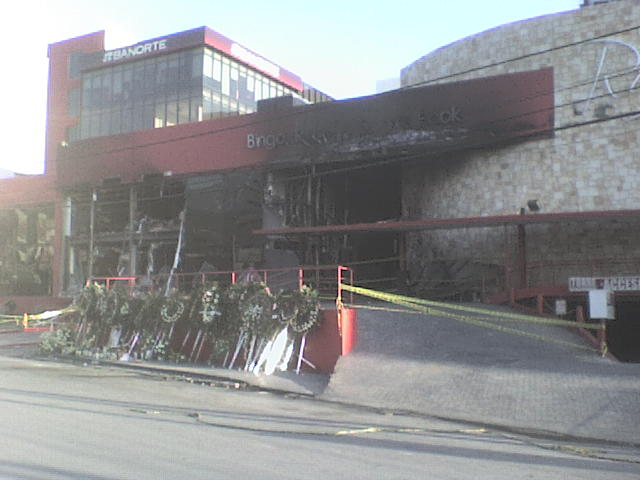
Das zerstörte Casino Royale fünf Tage nach dem Anschlag am 30. August 2011

- Bei einem Brandanschlag auf das Casino Royale in Monterrey drangen am 25. August bewaffnete Männer in das Spielkasino ein, wonach mindestens 52 Menschen im Feuer starben. Laut Regierungsangaben soll ein Kartell dafür verantwortlich gewesen sein.[107]
- Am 20. September wurden in Veracruz direkt neben einem Konferenzhotel, das zu der Zeit von den Generalstaatsanwälten genutzt wurde, 35 gefolterte Leichen aus zwei Kleinlastern entladen. Die Toten sollen Mitglieder der Zetas gewesen sein, was von der Polizei später bestätigt wurde. Es wurden Drohungen an die Gruppe am Tatort gefunden.[108][109] Die Generalstaatsanwaltschaft identifizierte die Täter in der Folge als Mitglieder des Sinaloa-Kartells.[57]
- Am 22. September fand die Polizei abermals 14 Leichen mit Drohungen an die Zetas.[109]
- Am 24. September übernahm eine Gruppe namens Mata Zetas („die Zetamörder“) die Verantwortung für die am 20. und am 22. gefundenen Leichen. Ihre Gruppe sei gegründet worden, um die Zetas zu bestrafen und ihre Herrschaft zu brechen.[109]
- Am 6. Oktober fand die Polizei in Veracruz in drei Privathäusern insgesamt 32 Tote. Lokale Medien gingen von einer Täterschaft der Mata Zetas aus.[109]
- Im Oktober wurden, nach einer Welle von Entführungen und Erpressungen in der Region um Linares, sämtliche Polizeikräfte der Stadt (insgesamt mehr als 100) zur Überprüfung einer möglichen Verwicklung in die Vorgänge festgenommen.[110]
- Am 13. Oktober wurde die Nummer drei der Zetas, Carlos Oliva Castillo, in Saltillo im Bundesstaat Coahuila festgenommen. Laut Angaben der Staatsanwaltschaft soll Castillo für die Aktivitäten der Zetas in den Bundesstaaten Coahuila, Nuevo León und Tamaulipas verantwortlich gewesen sein. Er soll auch den Brandanschlag auf das Casino Royale befohlen haben.[111][112]
- Im November fand man in Culiacán 16 verbrannte Leichen und in der Stadt Guadalajara entdeckte man die sterblichen Überreste von 26 Menschen.[57]
- Im Dezember flohen aus zwei Gefängnissen im Norden Mexikos insgesamt 226 Häftlinge.[99]
- Im Dezember genehmigte der Senat der Vereinigten Staaten für die Mérida-Initiative ein Budget von 249 Millionen US-Dollar für das Jahr 2012. Dies war deutlich weniger als in den Jahren zuvor.[113]

#### 2012
- Am 19. Februar kamen bei Kämpfen in der Strafanstalt in Apodaca bei Monterrey 44 Menschen ums Leben. Laut Polizei gingen diese Kämpfe wahrscheinlich auf Rivalitäten zwischen den Zetas und dem Golfkartell zurück.[114]
- Am 13. Mai wurden nahe Cadereyta de Jiménez 49 geköpfte und verstümmelte Leichen mit einer Drohbotschaft der Zetas auf der Schnellstraße 40 zwischen Monterrey und Reynosa entdeckt.[115][116]
- Am 4. Juni stürmten Bewaffnete eine Drogenentzugsklinik in Torreón und schossen um sich. Dabei töteten sie elf Menschen und verletzten mindestens neun weitere.[117]
- Am 7. Juni waren in einem abgestellten Kleinlaster in einer Kleinstadt im nördlichen Bundesstaat Tamaulipas 14 zerstückelte Leichen gefunden worden. Zusammen mit den Toten fand man eine Warnung an den zweiten Mann bei den Zetas, Miguel Ángel Treviño Morales.[118]
- Am 13. Juli führten die Hinweise von anonymen Anrufern zum Fund von sechs enthaupteten Leichen bei der Ortschaft Jojutla und dreier Köpfe im Nachbarort Ixtla (beide Ortschaften liegen im Bundesstaat Morelos).[119]
- Am selben Tag entdeckten Drogenfahnder an der Grenze zu den Vereinigten Staaten einen 220 Meter langen Schmugglertunnel. Dieser führte von einem Geschäft in San Luis (Arizona) zu einer Fabrik in San Luis Rio Colorado.[119]
- Marinesoldaten nehmen am 3. September Mario Cárdenas Guillén, einen Anführer des Golfkartells, in Altamira fest.[120]
- Am 12. September nehmen Marinesoldaten Jorge Eduardo Costilla Sánchez, einen Anführer des Golf-Kartells, sowie weitere Kartellmitglieder in Tamaulipas nahe der Grenze zu den Vereinigten Staaten fest.[121]
- Am 17. September flohen 132 Häftlinge mithilfe eines 1,20 Meter breiten und 297 Meter langen Tunnels aus einem Gefängnis in Piedras Negras.[99]
- Nach dem Mord an Jaime Serrano, einem Abgeordneten der Partido Revolucionario Institucional (PRI) im Bundesstaat Mexiko, und Gerüchten über bevorstehende Kämpfe zwischen Drogenkartellen rückten am 20. September etwa 700 Soldaten und Bundespolizisten in 45 Vierteln von Nezahualcóyotl, einer Vorstadt von Mexiko-Stadt, ein.[122]
- Ende September bestätigte Generalstaatsanwältin Marisela Morales Gerüchte, die von internen Kämpfen bei den Zetas handelten. Demnach soll es eine Auseinandersetzung zwischen dem Anführer Heriberto Lazcano und den zweiten Mann Miguel Ángel Treviño Morales geben.[118]
- Am 18. Dezember starben elf Insassen und sechs Wärter bei einem Massenausbruch aus der Haftanstalt Gómez Palacio im Bundesstaat Durango. Die Häftlinge versuchten durch mehrere Tunnel und über eine Mauer zu entkommen und besaßen Schusswaffen.[123]

#### 2013
- Am 31. Januar wurden 14 Musiker und vier Helfer der Band Kombo Kolombia vermutlich von Mitgliedern eines Drogenkartells in Hidalgo (Nuevo Leon) entführt.[124] Ihre Leichen wurden drei Tage später von der Polizei in einem Brunnen gefunden.[125] Ein Mann konnte flüchten und die Polizei alarmieren.
- Am Morgen des 26. März besetzten hunderte Bewaffnete (die Berichte schwanken zwischen 600 und 2000) die Kleinstadt Tierra Colorada und umliegende Orte. Dabei setzten sie den Polizeichef Oscar Ulises Valles, elf Polizisten und sechs Zivilisten, die sie der Mitgliedschaft bei der Organisierten Kriminalität bezichtigten, fest. Die bewaffneten Mitglieder einer Bürgerwehr (policías comunitarios) reagierten auf die Tötung eines ihrer Kommandanten am Vortag. Sie hielten die Region fast 24 Stunden lang unter ihrer Kontrolle und übergaben die festgesetzten Personen nach Verhandlungen mit regionalen Bürgermeisterinnen und der Staatsanwältin des Bundesstaats Guerrero, Martha Elva Garzón, den Behörden. Daraufhin zogen sie ab.[126]
- Ende Mai rückten Einheiten der Armee und Polizei unter dem Kommando von General Alberto Reyes Vaca in mehreren Städten des Bundesstaates Michoacán ein. Marco Ugarte, ein Reporter der Associated Press, berichtete von Jubel in der Bevölkerung.[127]
- Bei einem Angriff am 9. Juni auf das Gefängnis in La Unión durch eine Gruppe namens Tempelritter (Eine Abspaltung der „La Familia Michoacana“) kamen zwei Wärter ums Leben.[128]
- In den ersten sieben Monaten des Jahres töteten Drogenkartelle etwa 7000 Menschen.[129]
- Mario Armando Ramírez Treviño, ein Anführer des Golf-Kartells, wurde am 17. August in Ciudad Río Bravo festgenommen.[130]
- Am 17. und 18. August fand man in Michoacán 16 Leichen mutmaßlicher Folteropfer.[129]
- Am 17. und 18. August starben bei einem Schusswechsel in Guerrero acht Menschen.[129]
- Ein als Clown maskierter Mann erschoss am 18. Oktober 2013 bei einem Kinderfest in Cabo San Lucas den Anführer des Tijuana-Kartells, Francisco Rafael Arellano Félix. Danach gab es eine Schießerei und einen Großeinsatz der Polizei. Der Ermordete trug den Spitznamen „El Pelón“ (Der Glatzkopf) und war der älteste der Gebrüder Arellano Félix.[131]
- Ende Oktober versuchten 300 Bewaffnete, Apatzingán unter ihre Kontrolle zu bringen. Vermutlich als Reaktion darauf griffen mutmaßliche Mitglieder des Kartells Los Caballeros Templarios mehrere Kraftwerke und Tankstellen an. In der Folge waren 400.000 Menschen ohne Strom.[132]
- Am 4. November übernahm die Kriegsmarine die Kontrolle über den Hafen von Lázaro Cárdenas. 50 Stadtpolizisten wurden wegen des Verdachts der Zusammenarbeit mit den Kartellen vorläufig in Gewahrsam genommen und auch die Zollbeamten wurden ersetzt.[132]
- Am 16. November übernahmen nach einem Schusswechsel etwa 400 Mitglieder einer Selbstverteidigungsmiliz die Kontrolle über die Gemeinde Tancitaro in Michoacán. Nach Angaben der Polizei kamen dabei drei Menschen um und zwei weitere wurden verletzt.[133]

#### 2014
- Am 12. Januar rückte eine Bürgermiliz in die Kleinstadt Nueva Italia in Michoacán ein. Der mexikanische Innenminister Miguel Ángel Osorio Chong forderte die Entwaffnung dieser Selbstverteidigungstruppen und schickte staatliche Sicherheitskräfte in die Region.[134]
- Am 22. Februar wurde Joaquín Guzman („El Chapo“) von mexikanischen Marine-Soldaten gefangen genommen.
- Am 26. September kam es zur Massenentführung in Iguala, bei der sechs Studenten des Lehrerseminars Ayotzinapa von der Gemeindepolizei erschossen und 43 festgenommen wurden.[135] Sie gehören seitdem zu den mehreren zehntausend Vermissten im Land.

#### 2015
- Anfang Mai 2015 wurde ein Hubschrauber des mexikanischen Militärs abgeschossen.
- Am 20. Mai 2015 wurde nahe Michoacán eine Patrouille der Bundespolizei angegriffen. Die Angreifer flüchteten auf eine 112 Hektar große Farm in der Nähe, wo sich 40 mit großkalibrigen Waffen ausgerüstete Bewacher aufhielten. Nach stundenlangen Feuergefechten mit der Bundespolizei waren mindestens 37 Angreifer tot, zwei Bundespolizisten wurden erschossen und Teile der Farm brannten.[136] Auf der Farm wurden weitere Waffen, darunter ein Granatwerfer, und Drogen gefunden. Eine Landebahn bei der Ranch wurde möglicherweise zum Drogenschmuggel verwendet. Vermutlich handelte es sich um eine Basis des Kartells Jalisco Nueva Generación.

#### 2016
- Am 8. Januar 2016 wurde Joaquín Guzman („El Chapo“) nach über einem halben Jahr auf der Flucht von Marineinfanteristen erneut gefasst. Bei der Festnahme starben fünf Menschen, ein Soldat wurde verletzt.
- Am 9. September 2016 wurde ein Polizeihubschrauber mit einem Raketenwerfer abgeschossen. Acht Polizisten starben, einer überlebte die Attacke.[137]
- Acapulco war von 2011 bis einschließlich 2016 gemäß der Tötungsrate die gefährlichste Stadt Mexikos und in manchen jener Jahre auch der Welt.[138]

#### 2017
- Von 2006 bis 2017 kamen geschätzt ca. 200.000 Menschen in dem Drogenkrieg um.[20]
- Anfang März 2017 wurden Massengräber mit Überresten von Opfern im Osten des Bundesstaates Veracruz gefunden. Es ist das 125. Massengrab in der Region seit dem August 2016.[139]
- Am 2. Mai 2017 nahmen Soldaten den Anführer des Drogenkartells von Sinaloa, Dámaso López Núñez, fest.[140]
- Der Oktober 2017 zählt mit 2764 Morden zum blutigsten Monat seit Beginn des Konflikts.[141]

#### 2018
- Von 2006 bis 2018 kamen geschätzt ca. 250.000 Menschen in dem Drogenkrieg um.[21]
- Im Präsidentschaftswahlkampf 2018 in Mexiko wurden mehr als 120 Lokalpolitiker ermordet.[142]
- Eine Flüchtlingswelle von Mexiko in die USA setzte im Jahr 2018 ein.
- Mit einer Mordrate von 138 auf 100.000 Einwohner war die Großstadt Tijuana 2018 die gefährlichste Stadt weltweit[59] und Acapulco mit einer Rate von 110,5 Tötungsdelikten auf 100.000 Einwohner die zweitgefährlichste Stadt der Welt.[143]

#### 2019
- Das erste Halbjahr 2019, mit offiziell 14.603 gezählten Morden, wurde neuer Höchststand.[144]
- Mit 34.600[27] – 35.000 Morden erreichte das Gesamtjahr 2019 einen neuen Jahreshöchststand.[145] Davon waren mehr als 3800 Frauen.[47]
- Allein in der Stadt Ciudad Juárez nahmen im Jahr 2019 etwa 1300 Frauen Beratungsleistungen im örtlichen Fraueninstitut in Anspruch.[146] (Frauenmorde von Ciudad Juárez)
- In der Stadt Culiacán wird Ovidio Guzmán López, ein Sohn von El Chapo, nach einer vorläufigen Festnahme durch eine rund 30-köpfige Einheit mit Soldaten des mexikanischen Militärs und der Nationalgarde wegen anschließenden Beschusses durch eine Überzahl von Mitgliedern des Sinaloa-Kartells freigelassen. Etwa sechs Stunden lang dauerte die Machtdemonstration des Kartells, während der auch 20 bis 30 Insassen einer Haftanstalt befreit wurden.[147]
- Im Jahr 2019 haben laut Medienberichten etwa 30.000 Kinder und Jugendliche für Drogenkartelle in Mexiko als Späher, Straßendealer und Sicarios gearbeitet.[45]

#### 2020
- Bis in das Jahr 2020 kamen in diesem Krieg geschätzt ca. 300.000 Menschen um.[23][24]
- Mit 337 Morden an Frauen im April 2020 wurde ein monatlicher Höchststand seit Beginn der öffentlichen Statistik (im Jahr 2015) über Frauenmorde in Mexiko erreicht.[148]
- Von Januar bis einschließlich Juni 2020 wurden in Mexiko laut der Regierung Obrador 17.982 Morde gezählt. Das waren durchschnittlich 99 Morde pro Tag.[27]

#### 2021
- Im Jahr 2021 wurden pro Tag im Schnitt 94 Morde (somit insgesamt 33.410 Morde) in Mexiko registriert.[72][149]
- Im Jahr 2021 standen mit der Neubesetzung von 20.000 Ämtern die umfangreichsten Wahlen in der Geschichte Mexikos an. Von Beginn der Wahlkampagnen bis Anfang Juni 2021 waren 89 Politiker getötet worden und mehr als 780 Übergriffe auf Politiker den Behörden gemeldet worden.[150]
- Im Juli 2021 versuchten 213.000 Menschen die Grenze zwischen den Vereinigten Staaten und Mexiko in Richtung USA zu überqueren. Unter den Flüchtenden waren auch wegen des Drogenkriegs binnenvertriebene Mexikaner.[151]
- Gründung des Bataillons für Touristensicherheit für die Region Riviera Maya als Reaktion auf von Drogenbanden begangenen Gewaltverbrechen an Urlaubsorten, durch die zwei ausländische Touristen getötet wurden.[152]
- Von Ende November 2021 bis Ende März 2022 verschwanden in Mexiko 2700 Menschen (durchschnittlich 22 Menschen pro Tag).[16]

#### 2022
- Mitte Juli 2022 wurde der Drogenboss Caro Quintero, der zu jener Zeit auf der FBI-Liste der zehn meistgesuchten Kriminellen stand, festgenommen.
- Am 18. September stürmten fünf bewaffnete Männer am frühen Morgen ein Reha-Zentrum in Cortázar, Guanajuato, und töteten drei Menschen und verletzten zwei weitere.[153]
- Bei einer Massenschießerei in einer Schwimmhalle in Tarimoro in Guanajuato töteten bewaffnete Männer am 23. September zehn Menschen.[154]
- Im Jahr 2022 wurden 31.936 Tötungsdelikte dokumentiert.[17]

#### 2023
- Bei einem in Folge der Verhaftung des Drogenbosses Ovidio Guzmán (Sohn von El Chapo) im Januar ausgebrochenen Feuergefecht zwischen mexikanischem Militär und Sinaloa-Kartell starben mindestens 29 Menschen (19 Kartellangehörige und 10 Soldaten).
- Eine Langzeitstudie über die mexikanischen Drogenkartelle identifizierte die Kartelle vor Oxxo und Pemex als fünftgrößten Arbeitgeber des Landes. Zwischen 2012 und 2022 seien insgesamt 37 Prozent ihrer Mitglieder getötet oder verletzt ausgeschieden, dennoch sei deren Gesamtzahl im Zeitraum um über 50 Prozent gewachsen. Die Studie kam zu dem Schluss, dass allein das Unterbinden der Neurekrutierung wesentlich zur Befriedung des Drogenkriegs beitragen könne.[155][156]

#### 2024
- Von 2006 bis zum Frühjahr 2024 fielen nach Angaben des mexikanischen Think-Tank Laboratorio Electoral fast 450.000 Menschen in Mexiko dem Drogenkrieg zum Opfer.[25]
- Im Vorfeld der Präsidentschafts- und Parlamentswahlen in Mexiko wurden 30 Politiker ermordet, 11 entführt und 77 bedroht.[157]
- Ausbruch eines Krieges innerhalb des Sinaloa-Kartells nach Festnahme der Drogenbosse Ismael Zambada García und Guzmán López (Sohn von El Chapo)[158][159]

#### 2025
- Anfang 2025, am ersten Tag der zweiten Amtszeit von US-Präsident Donald Trump, stufte die US-Regierung auf Dekret von Trump persönlich sechs mexikanische Kartelle als terroristische Vereinigungen ein.[159]
- Spätestens seit 2025 setzen die mexikanischen Kartelle auch Drohnen als Teil der Kriegsführung ein. So wurden im ersten Halbjahr über 20 Polizisten durch Drohnen der Kartelle getötet.[159]
- Infolge des im Vorjahr ausgebrochenen Kriegs innerhalb des Sinaloa-Kartells wurden alleine dadurch innerhalb eines Jahres (von Juli 2024 bis Juli 2025) über 1300 Menschen getötet, weitere 1500 Menschen gelten außerdem durch den internen Konflikt als vermisst.[159]

### Drogenkrieg unter Präsident Felipe Calderón (2006–2012)
Die mexikanische Regierung unter Präsident Felipe Calderón setzte ihr Schwergewicht auf die Verhaftung von Anführern der Drogenkartelle. Diese sogenannte Kingpin Strategy wurde von der DEA 1992 für die Bekämpfung von Drogenkartellen entwickelt. Im März 2009 veröffentlichte der mexikanische Generalstaatsanwalt (Procurador General de la Republica) eine Liste der 37 meistgesuchten Drogenbosse in Mexiko. 16 von ihnen wurden zwischen 2009 und 2012 von mexikanischen Sicherheitskräften (Marine, Armee, Bundespolizei) festgenommen und sechs weitere getötet.
Nicht prioritär war die Verhinderung der Produktion, des Handels oder des Schmuggels von illegalen Drogen – im Gegensatz zum War on Drugs in den 1970er Jahren (Operation Condor), bis in die späten 1990er Jahre. Die Verlagerung der Bekämpfungsstrategie hing auch damit zusammen, dass die mexikanischen Drogenkartelle nach Schätzungen mehr als 60 % ihrer Einnahmen mit anderen kriminellen Aktivitäten als dem Drogenhandel (z. B. Erpressung) erzielen.
Ab 2010 setzte Präsident Calderón nicht mehr einzig auf Sicherheitsmaßnahmen. Der mexikanische Staat sollte nun zusätzlich in Bildung, Gesundheit und Sozialarbeit investieren. Damit sollte die Zivilgesellschaft gestärkt werden und Jugendliche bessere Perspektiven erhalten. Der „Eingriffsplan Juárez“ (benannt nach der Stadt Ciudad Juárez) sollte umgerechnet insgesamt 200 Millionen Euro kosten und galt als Pilotprojekt.
Die Frankfurter Rundschau schrieb dazu:

„Experten halten diesen Paradigmenwechsel zwar für überfällig, doch für Fachleute wie Edgardo Buscaglia geht Calderóns neue Politik noch immer nicht weit genug. ‚Nur wenn du an ihre Vermögenswerte und Besitztümer gehst, hast du eine Chance den Krieg zu gewinnen‘, sagt der Experte für organisierte Kriminalität und Hochschullehrer an der Universität ITAM in Mexiko-Stadt. Aber an dem Punkt tue die Regierung nichts, weil Politik und Justiz bis in hohe Instanzen von der organisierten Kriminalität unterwandert seien.“

Der mexikanische Geheimdienstminister unter Calderón, Genaro García Luna, der für die Bekämpfung der Kartelle zuständig war, wurde aufgrund des Verdachts einer jahrelangen Zusammenarbeit mit mexikanischen Kartellen im Jahr 2019 in Texas festgenommen und 2024 deswegen verurteilt.

### Drogenkrieg unter Präsident Enrique Peña Nieto (2012–2018)
Während des Prozesses gegen den Drogenboss Joaquín Guzmán wurde Präsident Enrique Peña Nieto von einem Zeugen der Anklage beschuldigt, kurz vor seiner Wahl im Jahr 2012 von Guzmán 250 Millionen US-Dollar Schutzgeld gefordert zu haben. Guzmán habe Nieto daraufhin auf 100 Millionen US-Dollar heruntergehandelt und den Betrag bezahlt. Der Zeuge, Alex Cifuentes, bezeichnet sich selbst als ehemalige rechte Hand Guzmáns. Nieto ließ die Anschuldigungen dementieren.

### Drogenkrieg unter Präsident Andrés Manuel López Obrador (2018–2024)
Mit dem Regierungsantritt von Andrés Manuel López Obrador Ende des Jahres 2018 sollten Anti-Korruptionsmaßnahmen sowie Deeskalation helfen, den Krieg einzudämmen. Dies ist de facto gescheitert.
Während López Obradors sechsjähriger Präsidentschaft starben im mexikanischen Drogenkrieg über 180.000 Menschen. Weitere 50.000 Menschen sind verschwunden. Beobachter kritisierten, dass López Obrador die Kartelle nur halbherzig bekämpft habe, weil sie zu mächtig seien. Obrador habe sich laut dem Sicherheitsexperten David Saucedo entschieden, das Problem nur zu verwalten und es seiner Nachfolgerin Claudia Sheinbaum zu überlassen. Während Obradors Amtszeit konnten die Kartelle ihre Herrschaft auf große Teile des Landes auszuweiten. Schutzgelderpressungen, wie auch die Anzahl der Vermissten Personen nahmen in den sechs Jahren stark zu. Während seiner Amtszeit ließ López Obrador die Kooperation der mexikanischen Sicherheitsbehörden mit der amerikanischen Drogenbehörde DEA de facto einstellen.
Von 2012 bis 2018 war Salvador Cienfuegos mexikanischer Verteidigungsminister. Ab dem Jahr 2015 liefen in den USA Ermittlungen der DEA gegen ihn, wegen des Verdachts der Geldwäsche und Beihilfe beim Drogenschmuggel. Im Jahr 2020 wurde der ehemalige Minister bei einer Einreise in die USA festgenommen. Die mexikanische Regierung von Obrador, insbesondere jedoch die mexikanischen Streitkräfte, die unter López Obrador mächtiger geworden waren, kritisierten, dass die mexikanische Regierung nicht im Voraus über die Festnahme informiert wurde, obwohl ein mit den USA abgeschlossenes Abkommen dies angeblich vorschreibt. Noch im selben Jahr wurde die Anklage gegen Cienfuegos fallengelassen und Cienfuegos durfte nach Mexiko ausreisen. Medien berichteten, dass die Anklage auf Druck der mexikanischen Bundesregierung fallengelassen worden sei, die mit der Ausweisung von DEA-Agenten aus dem Land gedroht hatte. Die mexikanische Regierung von Obrador sicherte jedoch zu, dass die mexikanische Staatsanwaltschaft im Gegenzug für die Zustimmung der US-Regierung, die Anklage fallen zu lassen, eigene Ermittlungen gegen Cienfuegos einleiten würde. Cienfuegos wurde im Januar 2021 in Mexiko von allen Anklagen freigesprochen. Staatspräsident Obrador sagte, dass die Anschuldigungen gegen ihn politisch motiviert gewesen waren und veröffentlichte als angeblichen Beweis Abhörprotokolle von US-Agenten. Das US-Justizministerium drohte daraufhin zum einen mit der Wiederaufnahme der Strafverfolgung gegen Cienfuegos, falls Mexiko diese nicht selbst wiederaufnimmt, zum anderen stellte das Justizministerium infrage, ob die USA zukünftig noch bestimmte Informationen mit Mexiko teilen können, da die Veröffentlichung des Dokuments angeblich gegen einen bilateralen Vertrag über gegenseitige Rechtshilfe zwischen den Ländern verstoßen habe.

### Drogenkrieg unter Präsidentin Claudia Sheinbaum (seit 2024)
Präsidentin Claudia Sheinbaum brach mit der Linie ihres Vorgängers, der auf Deeskalation mit den Kartellen gesetzt hatte. Dennoch ging die Anzahl der Morde in einigen Regionen Mexikos in den ersten Monaten ihrer Amtszeit zurück. Gleichzeitig  nahm die Anzahl der zerstörten Labore und der beschlagnahmten Drogen im Vergleich zur Regierungszeit von López Obrador (Stand Juli 2025) drastisch zu. Sheinbaum ließ die Zusammenarbeit zwischen Politik und Militär stärken, indem sie eine Einheit von Sicherheitsexperten zusammenstellte und dieser Gruppe hohe Befugnisse erteilte. Eine militärische Intervention der USA, die nach Beginn der zweiten Amtszeit von US-Präsident Donald Trump sechs mexikanische Kartelle zu terroristischen Vereinigungen erklärt hatten, lehnte Sheinbaum auf Nachfrage von Trump ab, schloss aber ein vertrauliches Abkommen über die Sicherheitszusammenarbeit mit den USA ab.

## Auswirkungen

### Auswirkungen auf die USA

#### Drogen- und Waffenschmuggel
Im April 2009 stellte US-Präsident Barack Obama anlässlich seines ersten Staatsbesuchs in Mexiko fest, dass der US-Bedarf an Drogen den Drogenkartellen helfe, im Geschäft zu bleiben. Der Krieg werde ausgetragen mit Schusswaffen, die nicht in Mexiko, sondern in den USA erworben worden seien. Die US-Behörden gehen davon aus, dass der Hauptanteil der in die USA geschmuggelten Drogen via Mexiko in die USA geschmuggelt werden. Ein Teil davon wird in Mexiko selbst angebaut (Marihuana) oder hergestellt (Methamphetamin). Vor allem aber ist Mexiko ein Transitland für Kokain aus Kolumbien und anderen südamerikanischen Ländern: Schätzungsweise 90 % des gesamten in den USA verkauften Kokains wird durch Mexiko transferiert und in die USA geschmuggelt. Der in den USA erzielte Erlös aus dem Drogenschmuggel soll für die mexikanischen und kolumbianischen Drogenkartelle jährlich zwischen 18 und 39 Milliarden US-Dollar betragen.
Mit einem Teil der Einkünfte werden Waffen durch Strohmänner der Drogenkartelle in den USA rechtmäßig erworben und danach illegal nach Mexiko geschmuggelt. So sollen nach einer Untersuchung des U.S. Government Accountability Office 87 % aller in den letzten fünf Jahren in Mexiko beschlagnahmten Waffen in den USA gekauft worden sein. Das Bureau of Alcohol, Tobacco, Firearms and Explosives (ATF), eine dem Justizministerium der Vereinigten Staaten unterstellte Bundespolizeibehörde, versucht diesen Waffenschmuggel zu unterbinden, teilweise mit verdeckten Operationen wie etwa der gescheiterten Operation Fast and Furious der Jahre 2009 und 2010.
Nach einem Bericht des mexikanischen Verteidigungsministeriums wurden zwischen 2009 und 2019 mehr als zwei Millionen Schusswaffen, größtenteils aus den USA, nach Mexiko geschmuggelt.
Im Jahr 2022 stellte die Drug Enforcement Administration (DEA) 50,6 Millionen Fentanyl-Pillen und mehr als 4500 Kilogramm Fentanyl-Pulver sicher. Die beschlagnahmte Menge entspricht laut DEA theoretisch mehr als 379 Millionen potenziell tödlichen Dosen Fentanyl. Laut DEA sind die Hauptquellen für Fentanyl in den USA die mexikanischen Drogenkartelle Sinaloa und Jalisco. Mexikanische Kartelle haben ihren Handel während der Covid-19-Pandemie zu großen Teilen von Heroin oder Kokain auf Fentanyl umgestellt. Die für die Fentanylproduktion notwendigen Chemikalien bekommen diese vor allem aus der Volksrepublik China und Indien.

#### Merida-Abkommen (2008)
Der Schwerpunkt der militärischen Operationen lag im Jahr 2008 in den nördlichen Bundesstaaten (Baja California, Sonora, Chihuahua, Coahuila und Tamaulipas) an der Grenze zu den USA. Weil der Drogenkrieg zunehmend in die USA überzuschwappen droht, unterstützen die USA in den nächsten drei Jahren – gestützt auf das 2008 vom US-Kongress genehmigte sog. Merida-Abkommen – die mexikanische Regierung mit 1,6 Milliarden Dollar. Zusätzlich beabsichtigen sie Hilfe in Form von militärischer Ausrüstung, Ausbildung und Unterstützung durch ihre Geheimdienste. Um dem Nachbarland Mexiko im Kampf gegen die mächtigen Drogenbosse zu helfen, will die amerikanische Regierung unter Barack Obama 80 Millionen Dollar zum Kauf von Black-Hawk-Hubschraubern beisteuern. Mit diesen Militärhubschraubern soll der mexikanischen Polizei die Möglichkeit gegeben werden, verstärkt gegen die rivalisierenden Drogenbosse vorzugehen. Mit dieser Maßnahme, die von US-Präsident Obama bereits angekündigt worden war, wollen die USA auch ihre eigenen Bürger schützen, da viele der Drogen über die Grenze geschmuggelt werden und auf diese Weise unter die US-amerikanische Bevölkerung geraten.

### Auswirkungen auf Guatemala
Die mexikanischen Drogenkartelle beherrschen seit den 1990er Jahren den Kokainschmuggel in Mittelamerika, insbesondere aber im Nachbarstaat Guatemala. Mit dem Drogenkrieg in Mexiko hat sich der Konkurrenzkampf zwischen den Drogenkartellen auf mittelamerikanische Nachbarstaaten ausgeweitet, wo sie weniger vom Staat gestört werden als in Mexiko. Seit 2007 kämpfen Los Zetas um die Drogenkorridore in Guatemala, die ehemals vom Sinaloa-Kartell und dem Golfkartell beherrscht wurden. Los Zetas haben sich (Stand 2012) offenbar fest in Guatemala etabliert. Polizei und Justiz stehen dieser Entwicklung aus verschiedenen Gründen (mangelnde Ressourcen, Korruption, Ineffizienz des Rechtssystems, Armut im Land) machtlos gegenüber.
Ex-General Otto Pérez Molina, 2012 bis 2015 Präsident der Republik Guatemala, vertritt die Meinung, dass Konsum und Produktion von Drogen innerhalb bestimmter Grenzen legalisiert werden sollten.

## Dokumentationen
- Matthew Heineman: Cartel Land, mehrfach ausgezeichneter Dokumentarfilm von 2015.
- dbate.de: Mein Mexiko – Drogenkrieg, Gewalt und Korruption auf YouTube, 15. Juni 2015.
- Wettrüsten der Drogenkartelle auf YouTube, 6. März 2016 (Produziert von Spiegel TV).
- Mord in Mexiko auf YouTube, 29. Dezember 2017 (Produziert für Deutsche Welle).
- Die echten Narcos. britische Dokumentarserie von 2018.
- Drug Lords. US-amerikanische Dokumentarserie von 2018.
- Mexiko – Die Macht der Kartelle auf YouTube, 30. September 2018 (Produziert für ARTE).
- Drogenkrieg in Mexikos Urlaubsparadies auf YouTube, 11. Februar 2021 (Produziert für ZDFinfo).
- Al Jazeera: Living in Mexico’s kill zone – The Full Report auf YouTube, 1. Juni 2021.

Siehe auch: Liste von Filmen über Drogenkartelle